# Roland von Berlin (Schiff, 1897)
Die Roland von Berlin ist ein Fahrgastschiff in Berlin.

## Geschichte
Das Schiff wurde 1897 als Doppelschraubendampfer bei den Stettiner Oderwerken für F. & C. Stein in Pritzerbe gebaut und trug zunächst den Namen Deutschland. Später gehörte es der Reederei Stern, die es 1927 an Oskar Kosewsky und Ewald Frost verkaufte. Es wurde dann meist an die Spree-Havel-Dampfschiffahrts-Gesellschaft Stern verchartert. Ab 1946 fuhr das Schiff für die Reederei Berthold Frost und trug den Namen Rudolf. Im Frühjahr 1948 wurde das Schiff von der BVG angemietet, nachdem die Dampfer Hoffnung und Arcona gleichzeitig wegen eines Werftaufenthaltes ausgefallen waren. Ab dem Herbst 1949 wurden die Dampfer Rudolf und Alexander von der BVG auf der Linie Wannsee-Kladow eingesetzt.
Unter Berthold Frost wurde der Dampfer zum Motorschiff umgebaut. 1965 kauften Alfred und Hartmut Triebler das Schiff, ließen es umbauen und tauften es auf den Namen Roland von Berlin. 1968 hatte das Schiff eine Zulassung für 250 Passagiere, 1987 durften nur noch 200 Fahrgäste auf der Roland von Berlin befördert werden. Damals fuhr das Schiff für Ursula Lodemann. Hatte das Schiff einst eine Länge von 24 Metern und eine Breite von 4,98 Metern gehabt, so war es nun laut Kurt Groggert 31,76 Meter lang und nur noch 4,84 Meter breit.
Nach Dieter Schubert war die Roland von Berlin im Jahr 2000 im Besitz der Reederei Hartmut Triebler. Die Verlängerung des Schiffes wurde laut Schubert im Jahr 1965 vorgenommen, 1972 sei das Fahrzeug modernisiert worden. Schubert gibt die Länge der Roland von Berlin im Jahr 2000 mit 34,09 Metern an, die Breite mit 4,94 Metern und den Tiefgang mit 1,10 Metern. Im Binnenschifferforum finden sich davon leicht abweichende Angaben, insbesondere wird dort eine Zulassung für nur noch 150 Fahrgäste erwähnt.